# Liga Premium de Futsal 2023
La Liga Premium de Futsal 2023 fue la 8.ª edición de la Liga Premium de Futsal, el máximo torneo de clubes de futsal de Paraguay. La temporada arrancó el 14 de abril y terminó el 21 de octubre.

El campeón de la temporada fue el Club Cerro Porteño, y con esto clasificó a la Copa Libertadores de Futsal 2024.

## Equipos participantes
En esta octava edición del torneo, participaron un total de 12 equipos, todos ellos de Asunción o sus cercanías.
| Equipo             | Ciudad      |
| ------------------ | ----------- |
| 3 de Febrero       | Asunción    |
| AFEMEC             | Asunción    |
| Cerro Porteño      | Asunción    |
| Deportivo Recoleta | Asunción    |
| Exa Ysaty          | Asunción    |
| Deportivo Humaitá  | Asunción    |
| Olimpia            | Asunción    |
| San Cristóbal      | Asunción    |
| Santa María        | Asunción    |
| Sport Colonial     | Asunción    |
| Star’s Club        | Asunción    |
| Villa Hayes        | Villa Hayes |

## Sistema
El sistema de disputa para ambos torneos, Apertura y Clausura, se compone de 4 fases:
- Primera fase: Una rueda única de 5 fechas todos contra todos. Se sortearán 2 grupos de 6 equipos en cada uno.
- Segunda fase: Cuartos de final, ida y vuelta, los 4 equipos con mayor puntaje en la primera fase clasifican a esta fase.
- Tercera fase: Semifinales ida y vuelta. Los 4 equipos ganadores de la segunda fase jugarán en esta instancia.
- Cuarta fase: Los dos equipos ganadores de la tercera fase disputarán las Finales ida y vuelta.

En caso de necesidad de partidos finales para definir al campeón absoluto se disputarán partidos de ida y vuelta en octubre.

## Apertura

### Primera fase[4]

#### Grupo A
| Equipo         | PJ | PG | PE | PP | GF | GC | DG  | Pts |
| -------------- | -- | -- | -- | -- | -- | -- | --- | --- |
| Cerro Porteño  | 5  | 5  | 0  | 0  | 26 | 9  | 17  | 15  |
| Exa Ysaty      | 5  | 4  | 0  | 1  | 19 | 6  | 13  | 12  |
| 3 de Febrero   | 5  | 2  | 0  | 3  | 26 | 24 | 2   | 6   |
| Villa Hayes    | 5  | 2  | 0  | 3  | 18 | 25 | -7  | 6   |
| Sport Colonial | 5  | 3  | 0  | 2  | 16 | 25 | -9  | 6   |
| Santa María    | 5  | 0  | 0  | 5  | 11 | 27 | -16 | 0   |

| Clasificado a cuartos de final. |

| Actualizado al 10 de mayo de 2023. |
| Fuente: APF                        |

#### Grupo B
| Equipo             | PJ | PG | PE | PP | GF | GC | DG  | Pts |
| ------------------ | -- | -- | -- | -- | -- | -- | --- | --- |
| Olimpia            | 4  | 4  | 1  | 0  | 32 | 0  | 32  | 13  |
| AFEMEC             | 4  | 4  | 1  | 0  | 23 | 11 | 12  | 13  |
| San Cristóbal      | 4  | 3  | 0  | 2  | 16 | 14 | 2   | 9   |
| Star’s Club        | 4  | 1  | 0  | 4  | 16 | 26 | -10 | 3   |
| Deportivo Recoleta | 4  | 1  | 0  | 4  | 13 | 31 | -18 | 3   |
| Deportivo Humaitá  | 4  | 2  | 0  | 3  | 7  | 25 | -18 | 3   |

| Clasificado a cuartos de final. |

| Actualizado al 10 de mayo de 2023. |
| Fuente: APF                        |

### Fase eliminatoria
|  | Cuartos de final | Cuartos de final | Cuartos de final | Cuartos de final | Cuartos de final |   |               | Semifinales   | Semifinales | Semifinales | Semifinales | Semifinales |  |               | Final         | Final | Final | Final | Final |  |
|  |                  |                  |                  |                  |                  |   |               |               |             |             |             |             |  |               |               |       |       |       |       |  |
|  |                  |                  |                  |                  |                  |   |               |               |             |             |             |             |  |               |               |       |       |       |       |  |
|  | Cerro Porteño    | Cerro Porteño    | 11               | 6                | 17               |   |               |               |             |             |             |             |  |               |               |       |       |       |       |  |
|  | Cerro Porteño    | Cerro Porteño    | 11               | 6                | 17               |   |               |               |             |             |             |             |  |               |               |       |       |       |       |  |
|  | Star’s Club      | Star’s Club      | 2                | 3                | 5                |   |               |               |             |             |             |             |  |               |               |       |       |       |       |  |
|  | Star’s Club      | Star’s Club      | 2                | 3                | 5                |   | Cerro Porteño | Cerro Porteño | 2           | 3           | 5 (7)       |             |  |               |               |       |       |       |       |  |
|  |                  |                  |                  |                  |                  |   | Cerro Porteño | Cerro Porteño | 2           | 3           | 5 (7)       |             |  |               |               |       |       |       |       |  |
|  |                  |                  | AFEMEC           | AFEMEC           | 3                | 2 | 5 (6)         |               |             |             |             |             |  |               |               |       |       |       |       |  |
|  | AFEMEC           | AFEMEC           | AFEMEC           | AFEMEC           | 3                | 2 | 5 (6)         | 3             | 6           | 9           |             |             |  |               |               |       |       |       |       |  |
|  | AFEMEC           | AFEMEC           |                  |                  |                  |   |               |               |             | 9           |             |             |  |               |               |       |       |       |       |  |
|  | 3 de Febrero     | 3 de Febrero     | 3                | 2                | 5                |   |               |               |             |             |             |             |  |               |               |       |       |       |       |  |
|  | 3 de Febrero     | 3 de Febrero     | 3                | 2                | 5                |   |               |               |             |             |             |             |  | Cerro Porteño | Cerro Porteño | 5     | 2     | 7     |       |  |
|  |                  |                  |                  |                  |                  |   |               |               |             |             |             |             |  | Cerro Porteño | Cerro Porteño | 5     | 2     | 7     |       |  |
|  |                  |                  | Olimpia          | Olimpia          | 2                | 3 | 5             |               |             |             |             |             |  |               |               |       |       |       |       |  |
|  | Exa Ysaty        | Exa Ysaty        | Olimpia          | Olimpia          | 2                | 3 | 5             | 1             | 3           | 4           |             |             |  |               |               |       |       |       |       |  |
|  | Exa Ysaty        | Exa Ysaty        |                  |                  |                  |   |               |               |             | 4           |             |             |  |               |               |       |       |       |       |  |
|  | San Cristóbal    | San Cristóbal    | 2                | 4                | 6                |   |               |               |             |             |             |             |  |               |               |       |       |       |       |  |
|  | San Cristóbal    | San Cristóbal    | 2                | 4                | 6                |   | San Cristóbal | San Cristóbal | 2           | 1           | 3           |             |  |               |               |       |       |       |       |  |
|  |                  |                  |                  |                  |                  |   | San Cristóbal | San Cristóbal | 2           | 1           | 3           |             |  |               |               |       |       |       |       |  |
|  |                  |                  | Olimpia          | Olimpia          | 3                | 7 | 10            |               |             |             |             |             |  |               |               |       |       |       |       |  |
|  | Olimpia          | Olimpia          | Olimpia          | Olimpia          | 3                | 7 | 10            | 1             | 7           | 8           |             |             |  |               |               |       |       |       |       |  |
|  | Olimpia          | Olimpia          |                  |                  |                  |   |               |               |             | 8           |             |             |  |               |               |       |       |       |       |  |
|  | Villa Hayes      | Villa Hayes      | 1                | 0                | 1                |   |               |               |             |             |             |             |  |               |               |       |       |       |       |  |
|  | Villa Hayes      | Villa Hayes      | 1                | 0                | 1                |   |               |               |             |             |             |             |  |               |               |       |       |       |       |  |
|  |                  |                  |                  |                  |                  |   |               |               |             |             |             |             |  |               |               |       |       |       |       |  |

### Cuartos de final
| 12 de mayo, 21:00 | Star's Club | 2:11    | Cerro Porteño | Polideportivo Constantino V. Aranda, Asunción |                             |
|                   |             | Reporte |               | Árbitro(s): Gustavo Cáceres                   | Árbitro(s): Gustavo Cáceres |

| 16 de mayo, 21:30 | Cerro Porteño | 6:3     | Star's Club | Polideportivo Sol de América, Asunción |                             |
|                   |               | Reporte |             | Árbitro(s): Carlos Martínez            | Árbitro(s): Carlos Martínez |

| 14 de mayo, 12:15 | 3 de Febrero | 3:3     | AFEMEC | Comité Olímpico Paraguayo, Luque |                           |
|                   |              | Reporte |        | Árbitro(s): Bill Villalba        | Árbitro(s): Bill Villalba |

| 23 de mayo, 21:00 | AFEMEC | 6:2     | 3 de Febrero | Polideportivo Sol de América, Asunción |                              |
|                   |        | Reporte |              | Árbitro(s): Feliciano Fariña           | Árbitro(s): Feliciano Fariña |

| 12 de mayo, 21:00 | San Cristóbal | 2:1     | Exa Ysaty | Polideportivo San Cristóbal, Asunción |                             |
|                   |               | Reporte |           | Árbitro(s): Carlos Martínez           | Árbitro(s): Carlos Martínez |

| 19 de mayo, 21:30 | Exa Ysaty | 3:4     | San Cristóbal | Polideportivo del Colegio Ysaty, Asunción |                           |
|                   |           | Reporte |               | Árbitro(s): Bill Villalba                 | Árbitro(s): Bill Villalba |

| 12 de mayo, 21:00 | Villa Hayes | 1:1     | Olimpia | Polideportivo Dep. Pte. Hayes, Villa Hayes |                              |
|                   |             | Reporte |         | Árbitro(s): Feliciano Fariña               | Árbitro(s): Feliciano Fariña |

| 19 de mayo, 21:30 | Olimpia | 7:0     | Villa Hayes | Polideportivo del Colegio L'Immaculée, Asunción |                               |
|                   |         | Reporte |             | Árbitro(s): Gustavo Domínguez                   | Árbitro(s): Gustavo Domínguez |

### Semifinales
| 11 de junio | AFEMEC | 3:2     | Cerro Porteño | Polideportivo Sol de América, Asunción |                           |
| 12:30       |        | Reporte |               | Árbitro(s): Bill Villalba              | Árbitro(s): Bill Villalba |

| 16 de junio | Cerro Porteño | 3:2 (7:6 p.)               | AFEMEC | Polideportivo Sol de América, Asunción |                              |
| 21:30       | | Reporte                    | | Árbitro(s): Feliciano Fariña           | Árbitro(s): Feliciano Fariña |
|             | | Tiros desde el punto penal | |                                        |                              |
|             | Acierto de penal · Acierto de penal · Acierto de penal · Acierto de penal · Acierto de penal · Acierto de penal · Acierto de penal |                            | Acierto de penal · Acierto de penal · Acierto de penal · Acierto de penal · Acierto de penal · Acierto de penal · Fallo de penal |                                        |                              |

| 12 de junio | San Cristóbal | 2:3     | Olimpia | Comité Olímpico Paraguayo, Luque |                             |
| 11:00       |               | Reporte |         | Árbitro(s): Carlos Martínez      | Árbitro(s): Carlos Martínez |

| 16 de junio | Olimpia | 7:1     | San Cristóbal | Polideportivo Municipal de San Lorenzo, San Lorenzo |                         |
| 22:00       |         | Reporte |               | Árbitro(s): José Ocampo                             | Árbitro(s): José Ocampo |

### Final
| 1 de julio | Cerro Porteño | 5:2     | Olimpia | Comité Olímpico Paraguayo, Luque |                           |
| 20:30      |               | Reporte |         | Árbitro(s): Bill Villalba        | Árbitro(s): Bill Villalba |

| 8 de julio | Olimpia | 3:2     | Cerro Porteño | Comité Olímpico Paraguayo, Luque |                             |
| 20:30      |         | Reporte |               | Árbitro(s): Carlos Martínez      | Árbitro(s): Carlos Martínez |

## Clausura

### Primera fase[6]

#### Grupo A
| Equipo         | PJ | PG | PE | PP | GF | GC | DG  | Pts |
| -------------- | -- | -- | -- | -- | -- | -- | --- | --- |
| Cerro Porteño  | 5  | 5  | 0  | 0  | 29 | 9  | 20  | 15  |
| Villa Hayes    | 5  | 4  | 0  | 1  | 24 | 16 | 8   | 12  |
| 3 de Febrero   | 5  | 2  | 1  | 2  | 21 | 18 | 3   | 7   |
| Exa Ysaty      | 5  | 2  | 1  | 2  | 22 | 22 | 0   | 7   |
| Santa María    | 5  | 1  | 0  | 4  | 17 | 24 | -7  | 3   |
| Sport Colonial | 5  | 0  | 0  | 5  | 17 | 41 | -24 | 0   |

| Clasificado a cuartos de final. |

| Actualizado al 24 de agosto de 2023. |
| Fuente: APF                          |

#### Grupo B
| Equipo             | PJ | PG | PE | PP | GF | GC | DG  | Pts |
| ------------------ | -- | -- | -- | -- | -- | -- | --- | --- |
| Olimpia            | 5  | 5  | 0  | 0  | 35 | 9  | 26  | 15  |
| AFEMEC             | 5  | 3  | 1  | 1  | 20 | 16 | 4   | 10  |
| Deportivo Humaitá  | 5  | 2  | 2  | 1  | 13 | 13 | 0   | 8   |
| Deportivo Recoleta | 5  | 2  | 0  | 3  | 18 | 27 | -9  | 6   |
| Star’s Club        | 5  | 0  | 2  | 3  | 19 | 34 | -15 | 2   |
| San Cristóbal      | 5  | 0  | 1  | 4  | 11 | 17 | -6  | 1   |

| Clasificado a cuartos de final. |

| Actualizado al 24 de agosto de 2023. |
| Fuente: APF                          |

### Fase eliminatoria
|  | Cuartos de final   | Cuartos de final   | Cuartos de final | Cuartos de final | Cuartos de final |   |               | Semifinales   | Semifinales | Semifinales | Semifinales | Semifinales |  |               | Final         | Final | Final | Final | Final |  |
|  |                    |                    |                  |                  |                  |   |               |               |             |             |             |             |  |               |               |       |       |       |       |  |
|  |                    |                    |                  |                  |                  |   |               |               |             |             |             |             |  |               |               |       |       |       |       |  |
|  | Cerro Porteño      | Cerro Porteño      | 2                | 13               | 15               |   |               |               |             |             |             |             |  |               |               |       |       |       |       |  |
|  | Cerro Porteño      | Cerro Porteño      | 2                | 13               | 15               |   |               |               |             |             |             |             |  |               |               |       |       |       |       |  |
|  | Deportivo Recoleta | Deportivo Recoleta | 2                | 3                | 5                |   |               |               |             |             |             |             |  |               |               |       |       |       |       |  |
|  | Deportivo Recoleta | Deportivo Recoleta | 2                | 3                | 5                |   | Cerro Porteño | Cerro Porteño | 4           | 2           | 6           |             |  |               |               |       |       |       |       |  |
|  |                    |                    |                  |                  |                  |   | Cerro Porteño | Cerro Porteño | 4           | 2           | 6           |             |  |               |               |       |       |       |       |  |
|  |                    |                    | AFEMEC           | AFEMEC           | 3                | 2 | 5             |               |             |             |             |             |  |               |               |       |       |       |       |  |
|  | AFEMEC             | AFEMEC             | AFEMEC           | AFEMEC           | 3                | 2 | 5             | 4             | 8           | 12          |             |             |  |               |               |       |       |       |       |  |
|  | AFEMEC             | AFEMEC             |                  |                  |                  |   |               |               |             | 12          |             |             |  |               |               |       |       |       |       |  |
|  | 3 de Febrero       | 3 de Febrero       | 1                | 5                | 6                |   |               |               |             |             |             |             |  |               |               |       |       |       |       |  |
|  | 3 de Febrero       | 3 de Febrero       | 1                | 5                | 6                |   |               |               |             |             |             |             |  | Cerro Porteño | Cerro Porteño | 4     | 4     | 8     |       |  |
|  |                    |                    |                  |                  |                  |   |               |               |             |             |             |             |  | Cerro Porteño | Cerro Porteño | 4     | 4     | 8     |       |  |
|  |                    |                    | Olimpia          | Olimpia          | 5                | 4 | 9             |               |             |             |             |             |  |               |               |       |       |       |       |  |
|  | Villa Hayes        | Villa Hayes        | Olimpia          | Olimpia          | 5                | 4 | 9             | 6             | 4           | 10          |             |             |  |               |               |       |       |       |       |  |
|  | Villa Hayes        | Villa Hayes        |                  |                  |                  |   |               |               |             | 10          |             |             |  |               |               |       |       |       |       |  |
|  | Deportivo Humaitá  | Deportivo Humaitá  | 6                | 2                | 8                |   |               |               |             |             |             |             |  |               |               |       |       |       |       |  |
|  | Deportivo Humaitá  | Deportivo Humaitá  | 6                | 2                | 8                |   | Villa Hayes   | Villa Hayes   | 7           | 3           | 10          |             |  |               |               |       |       |       |       |  |
|  |                    |                    |                  |                  |                  |   | Villa Hayes   | Villa Hayes   | 7           | 3           | 10          |             |  |               |               |       |       |       |       |  |
|  |                    |                    | Olimpia          | Olimpia          | 6                | 6 | 12            |               |             |             |             |             |  |               |               |       |       |       |       |  |
|  | Olimpia            | Olimpia            | Olimpia          | Olimpia          | 6                | 6 | 12            | 5             | 11          | 16          |             |             |  |               |               |       |       |       |       |  |
|  | Olimpia            | Olimpia            |                  |                  |                  |   |               |               |             | 16          |             |             |  |               |               |       |       |       |       |  |
|  | Exa Ysaty          | Exa Ysaty          | 1                | 0                | 1                |   |               |               |             |             |             |             |  |               |               |       |       |       |       |  |
|  | Exa Ysaty          | Exa Ysaty          | 1                | 0                | 1                |   |               |               |             |             |             |             |  |               |               |       |       |       |       |  |
|  |                    |                    |                  |                  |                  |   |               |               |             |             |             |             |  |               |               |       |       |       |       |  |

### Cuartos de final
| 25 de agosto, 21:00 | Deportivo Recoleta | 2:2     | Cerro Porteño | Polideportivo Deportivo Recoleta, Asunción |                           |
|                     |                    | Reporte |               | Árbitro(s): Bill Villalba                  | Árbitro(s): Bill Villalba |

| 29 de agosto, 20:30 | Cerro Porteño | 13:3    | Deportivo Recoleta | Polideportivo del Colegio Ysaty, Asunción |                         |
|                     |               | Reporte |                    | Árbitro(s): José Ocampo                   | Árbitro(s): José Ocampo |

| 25 de agosto, 21:00 | 3 de Febrero | 1:4     | AFEMEC | Polideportivo 3 de Febrero, Asunción |                               |
|                     |              | Reporte |        | Árbitro(s): Gustavo Domínguez        | Árbitro(s): Gustavo Domínguez |

| 29 de agosto, 21:00 | AFEMEC | 8:5     | 3 de Febrero | Polideportivo AFEMEC, Lambaré |                             |
|                     |        | Reporte |              | Árbitro(s): Carlos Martínez   | Árbitro(s): Carlos Martínez |

| 27 de agosto, 12:00 | Deportivo Humaitá | 6:6     | Villa Hayes | Polideportivo Sol de América, Asunción |                         |
|                     |                   | Reporte |             | Árbitro(s): José Ocampo                | Árbitro(s): José Ocampo |

| 30 de agosto, 21:00 | Villa Hayes | 4:2     | Deportivo Humaitá | Polideportivo Dep. Pte. Hayes, Villa Hayes |                           |
|                     |             | Reporte |                   | Árbitro(s): Bill Villalba                  | Árbitro(s): Bill Villalba |

| 25 de agosto, 21:00 | Exa Ysaty | 1:5     | Olimpia | Polideportivo del Colegio Ysaty, Asunción |                             |
|                     |           | Reporte |         | Árbitro(s): Carlos Martínez               | Árbitro(s): Carlos Martínez |

| 29 de agosto, 21:00 | Olimpia | 11:0    | Exa Ysaty | Polideportivo del Colegio L'Immaculée, Asunción |                              |
|                     |         | Reporte |           | Árbitro(s): Feliciano Fariña                    | Árbitro(s): Feliciano Fariña |

### Semifinales
| 3 de septiembre | AFEMEC | 3:4     | Cerro Porteño | Polideportivo Sol de América, Asunción |                           |
| 12:30           |        | Reporte |               | Árbitro(s): Bill Villalba              | Árbitro(s): Bill Villalba |

| 10 de septiembre | Cerro Porteño | 2:2     | AFEMEC | Polideportivo Sol de América, Asunción |                             |
| 12:15            |               | Reporte |        | Árbitro(s): Carlos Martínez            | Árbitro(s): Carlos Martínez |

| 3 de septiembre | Villa Hayes | 7:6     | Olimpia | Polideportivo del Colegio Ysaty, Asunción |                             |
| 11:00           |             | Reporte |         | Árbitro(s): Carlos Martínez               | Árbitro(s): Carlos Martínez |

| 5 de septiembre | Olimpia | 6:3     | Villa Hayes | Polideportivo Municipal de San Lorenzo, San Lorenzo |                              |
| 21:00           |         | Reporte |             | Árbitro(s): Feliciano Fariña                        | Árbitro(s): Feliciano Fariña |

### Final
| 23 de septiembre | Cerro Porteño | 4:5     | Olimpia | Comité Olímpico Paraguayo, Luque |                         |
| 12:15            |               | Reporte |         | Árbitro(s): José Ocampo          | Árbitro(s): José Ocampo |

| 1 de octubre | Olimpia | 4:4     | Cerro Porteño | Comité Olímpico Paraguayo, Luque |                           |
| 12:15        |         | Reporte |               | Árbitro(s): Bill Villalba        | Árbitro(s): Bill Villalba |

## Final Absoluta
Los campeones del Torneo Apertura (Cerro Porteño) y el Torneo Clausura (Olimpia) disputarán la final absoluta por el campeonato de la temporada 2023, en dos partidos de ida y vuelta.
| 14 de octubre | Cerro Porteño | 0:1     | Olimpia | Comité Olímpico Paraguayo, Luque |                           |
| 20:30         |               | Reporte |         | Árbitro(s): Bill Villalba        | Árbitro(s): Bill Villalba |

| 21 de octubre | Olimpia | 3:2 (t. s.)(3:4 p.) | Cerro Porteño | Comité Olímpico Paraguayo, Luque |                             |
| 20:30         |         | Reporte             |               | Árbitro(s): Carlos Martínez      | Árbitro(s): Carlos Martínez |

### Campeón Absoluto
|                           |
| Cerro Porteño 8.vo título |

## Tabla acumulativa anual
Los dos últimos lugares de cada grupo en el acumulativo general anual jugarán la liguilla final por la permanencia en la categoría.

#### Grupo A
| Equipo         | PJ | PG | PE | PP | GF | GC | DG  | Pts |
| -------------- | -- | -- | -- | -- | -- | -- | --- | --- |
| Cerro Porteño  | 10 | 10 | 0  | 0  | 55 | 18 | 37  | 30  |
| Exa Ysaty      | 10 | 6  | 1  | 3  | 41 | 28 | 13  | 19  |
| Villa Hayes    | 10 | 6  | 0  | 4  | 42 | 41 | 1   | 18  |
| 3 de Febrero   | 10 | 4  | 1  | 5  | 47 | 42 | 5   | 13  |
| Sport Colonial | 10 | 2  | 0  | 8  | 33 | 66 | -33 | 6   |
| Santa María    | 10 | 1  | 0  | 9  | 28 | 51 | -2  | 3   |

| Jugará el Cuadrangular Pre-descenso. |

#### Grupo B
| Equipo             | PJ | PG | PE | PP | GF | GC | DG  | Pts |
| ------------------ | -- | -- | -- | -- | -- | -- | --- | --- |
| Olimpia            | 10 | 9  | 1  | 0  | 67 | 9  | 58  | 28  |
| AFEMEC             | 10 | 7  | 2  | 1  | 43 | 27 | 16  | 23  |
| Deportivo Humaitá  | 10 | 3  | 2  | 5  | 20 | 38 | -18 | 11  |
| San Cristóbal      | 10 | 3  | 1  | 6  | 27 | 31 | -4  | 10  |
| Deportivo Recoleta | 10 | 3  | 0  | 7  | 31 | 58 | -27 | 9   |
| Star’s Club        | 10 | 1  | 2  | 7  | 35 | 60 | -25 | 5   |

| Jugará el Cuadrangular Pre-descenso. |

### Cuadrangular Pre-descenso
| Equipo             | PJ | PG | PE | PP | GF | GC | DG  | Pts |
| ------------------ | -- | -- | -- | -- | -- | -- | --- | --- |
| Star’s Club        | 3  | 2  | 1  | 0  | 19 | 8  | 11  | 7   |
| Sport Colonial     | 3  | 2  | 1  | 0  | 13 | 10 | 3   | 7   |
| Santa María        | 3  | 1  | 2  | 0  | 10 | 12 | -2  | 3   |
| Deportivo Recoleta | 3  | 0  | 0  | 3  | 11 | 23 | -12 | 0   |

| Desciende a la Categoría Honor. |

| Actualizado al 11 de septiembre de 2023. |
| Fuente: APF                              |